# Wangkui (häradshuvudort i Kina)
Wangkui (kinesiska: 望奎, 望奎镇, 望奎县) är en häradshuvudort i Kina. Den ligger i provinsen Heilongjiang, i den nordöstra delen av landet, omkring 120 kilometer norr om provinshuvudstaden Harbin.
Runt Wangkui är det tätbefolkat, med 297 invånare per kvadratkilometer. Wangkui är det största samhället i trakten. Trakten runt Wangkui består till största delen av jordbruksmark.
Genomsnittlig årsnederbörd är 833 millimeter. Den regnigaste månaden är juli, med i genomsnitt 217 mm nederbörd, och den torraste är januari, med 8 mm nederbörd.